# Love Train
Singles de The O'Jays
992 Arguments
(1972) Time to Get Down
(1973)
Love Train est une chanson du groupe américain The O'Jays, parue sur l'album Back Stabbers et sortie en tant que son troisième single en décembre 1972 sur le label Philadelphia International. 
Écrite par le duo d'auteurs-compositeurs producteurs Kenny Gamble et Leon Huff, elle se classe en 1re position des charts américains, aussi bien dans le Hot 100 et le Best Selling Soul Singles du magazine Billboard. C'est le premier et le seul disque numéro 1 des O'Jays dans le palmarès américain. 
Les paroles de la chanson, prônant l'unité, mentionnent un certain nombre de pays, dont l'Angleterre, la Russie, la Chine, l'Égypte et Israël, ainsi que le continent africain. Cette chanson est considérée comme l'une des premières chansons de la musique disco.
La chanson est enregistrée aux Sigma Sound Studios de Philadelphie, avec le groupe maison MFSB pour l'instrumentation, et des arrangements de Bobby Martin. Avant sa sortie en single le 20 décembre 1972, Love Train est la dernière chanson de l'album des O'Jays Back Stabbers paru en août. La chanson des O'Jays est intronisée en 2006 au Grammy Hall of Fame.

## Réception
Dans une critique parue dans Record World, il est écrit à propos de la sortie du single que « le morceau tombe bien avec Gamble et Huff » et qu'il « pourrait devenir le plus grand succès de l'album Back Stabbers ».
Aux États-Unis, la chanson s'est classée à la première position de trois classements hebdomadaires : le Billboard Hot 100, le Hot Soul Singles et le Cash Box Top 100,, et a été certifiée disque d'or par la Recording Industry Association of America. Au Royaume-Uni, la chanson atteint la neuvième place du UK Singles Chart.

## Liste des titres
| A. | Love Train | K. Gamble, L. Huff  | 2:59 |
| B. | Who Am I   | B. Sigler, P. Hurtt | 5:14 |

## Classements et certifications
| Classement (1972-73)           | Meilleure position |
| ------------------------------ | ------------------ |
| Australie (Kent Music Report)  | 91                 |
| Canada (RPM)                   | 15                 |
| États-Unis (Hot 100)           | 1                  |
| États-Unis (Hot Soul Singles)  | 1                  |
| États-Unis (Cash Box Top 100)  | 1                  |
| Irlande (IRMA)                 | 19                 |
| Pays-Bas (Nederlandse Top 40)  | 53                 |
| Royaume-Uni (UK Singles Chart) | 9                  |

| Classement (1973)             | Position |
| ----------------------------- | -------- |
| Canada (RPM)                  | 117      |
| États-Unis (Hot 100)          | 32       |
| États-Unis (Hot Soul Singles) | 7        |
| États-Unis (Cash Box Top 100) | 12       |

### Certifications
| Pays                                                                           | Certification | Ventes certifiées |
| ------------------------------------------------------------------------------ | ------------- | ----------------- |
| États-Unis (RIAA)                                                              | Or            | 1 000 000^        |
| Royaume-Uni (BPI)                                                              | Or            | 400 000‡          |
| ^Mise en rayon selon la certification ‡ventes/streaming selon la certification |               |                   |

## Autres versions
La chanson des O'Jays a été reprise par différents artistes,, parmi lesquels on peut citer :
- The Three Degrees en 1975 sur l'album Live.
- The Supremes en 1978 sur la compilation At Their Best.
- Le duo de blue-eyed soul Hall and Oates en 1988 pour la musique du film Objectif Terrienne.
- Kylie Minogue  en 1991 lors de sa tournée Let's Get to It Tour.
- Le bluesman Keb' Mo' en 2001 sur l'album Big Wide Grin.
- The Rolling Stones sur scène lors de leur tournée Licks Tour entre 2002 et 2003.
- Tommy Lee, le batteur de Motley Crue, en 2006, pour la musique du film Destination finale 3.
- Rod Stewart en 2009 sur son album Soulbook.
- Anna Kendrick, Justin Timberlake, James Corden et Ron Funches (avec Caroline Hjelt, Aino Jawo et Kunal Nayyar) en 2017 pour la musique du film d'animation Trolls Holiday.

La chanson est samplée 1989 sur le titre Picture Perfect du groupe de rap The New Style (futurs Naughty by Nature), qui figure sur leur premier album Independent Leaders.

## Dans la culture populaire
Love Train est utilisée dans de nombreux films ou séries télévisées. On peut notamment l'entendre en 1998 dans le film Les Derniers Jours du disco, en 1999 dans le film Escapade à New York de Sam Weisman, en 2005 dans Hitch, expert en séduction d'Andy Tennant, avec Will Smith, et en 2015 dans Seul sur Mars de Ridley Scott, avec Matt Damon.
Dans la partie 7, Steel Ball Run, du manga JoJo's Bizarre Adventure de Hirohiko Araki, l'un des stands est nommé en référence à cette musique (sous le nom D4C - Love Train). 